# Spinnennetz

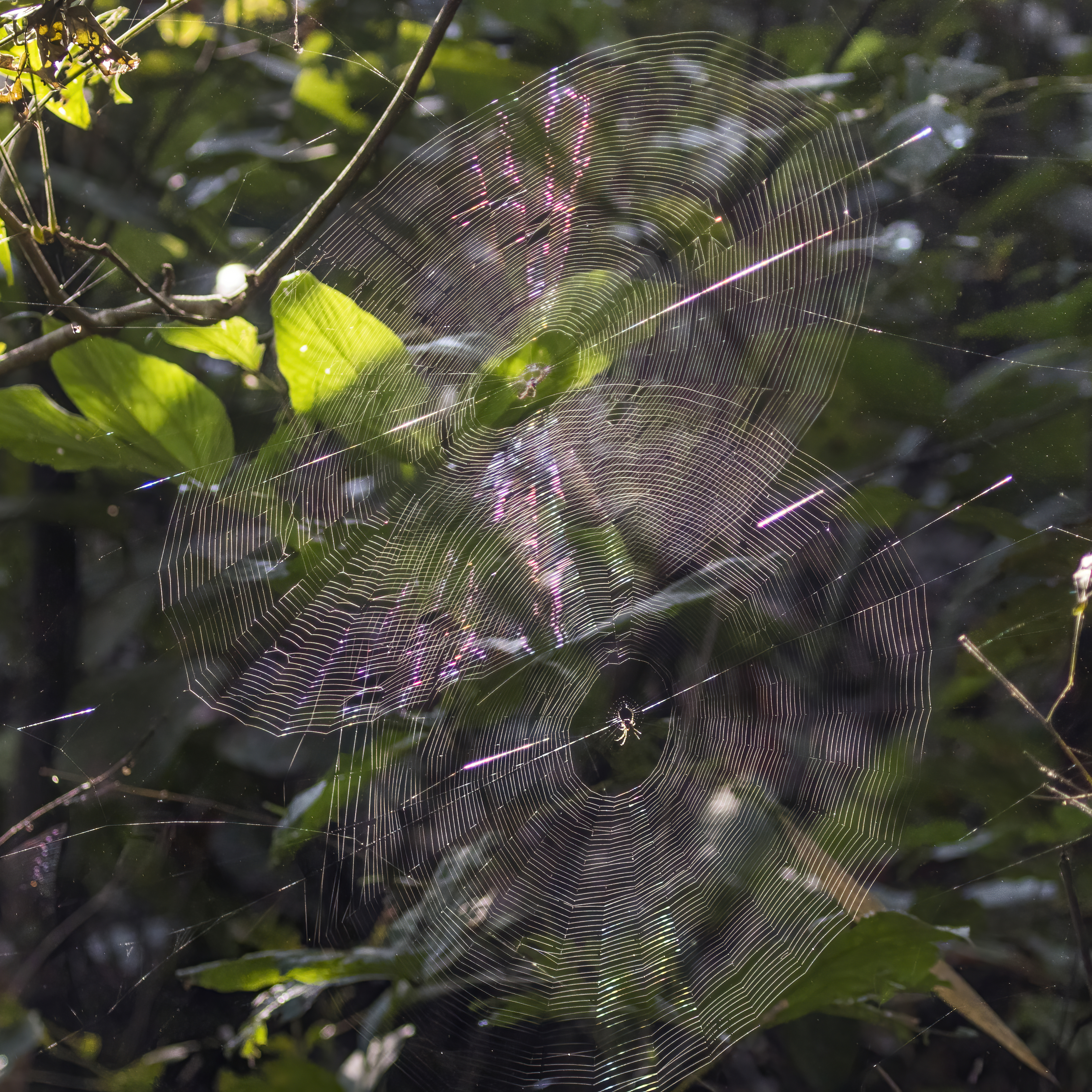
Typische Radnetze im Sonnenlicht

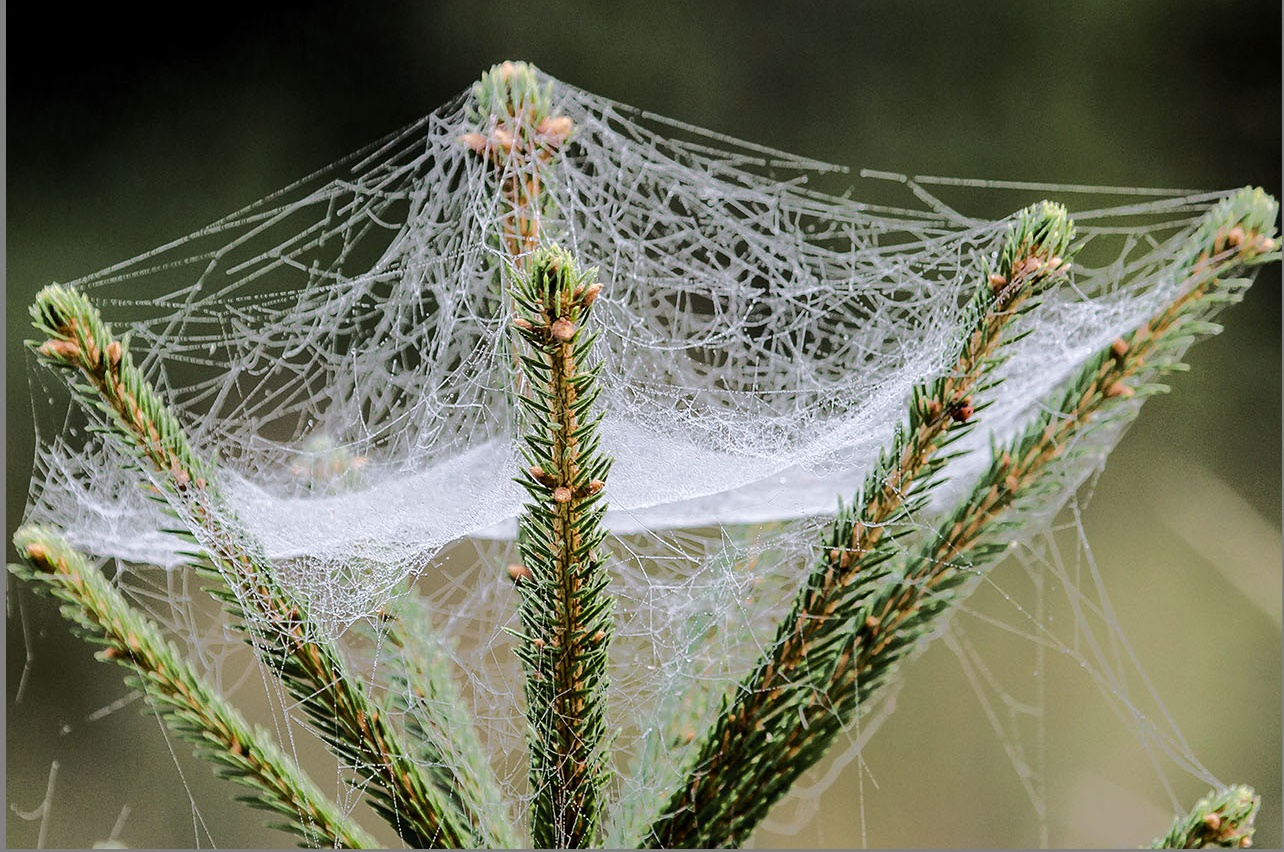
Spinnennetz in Tannenspitze

Ein Spinnennetz (auch Spinngewebe oder Spinnengewebe) ist eine von Webspinnen (Araneae), insbesondere auch den rezenten Arten der Gliederspinnen hergestellte Konstruktion, die vorwiegend dem Beutefang (fast immer Insekten) dient. Die Fäden des Spinnennetzes bestehen aus Spinnenseide, die in den Spinndrüsen synthetisiert und über Spinnwarzen und bzw. oder Spinnspulen ausgeschieden wird (siehe Seidensekretion). 

## Spinnenseide

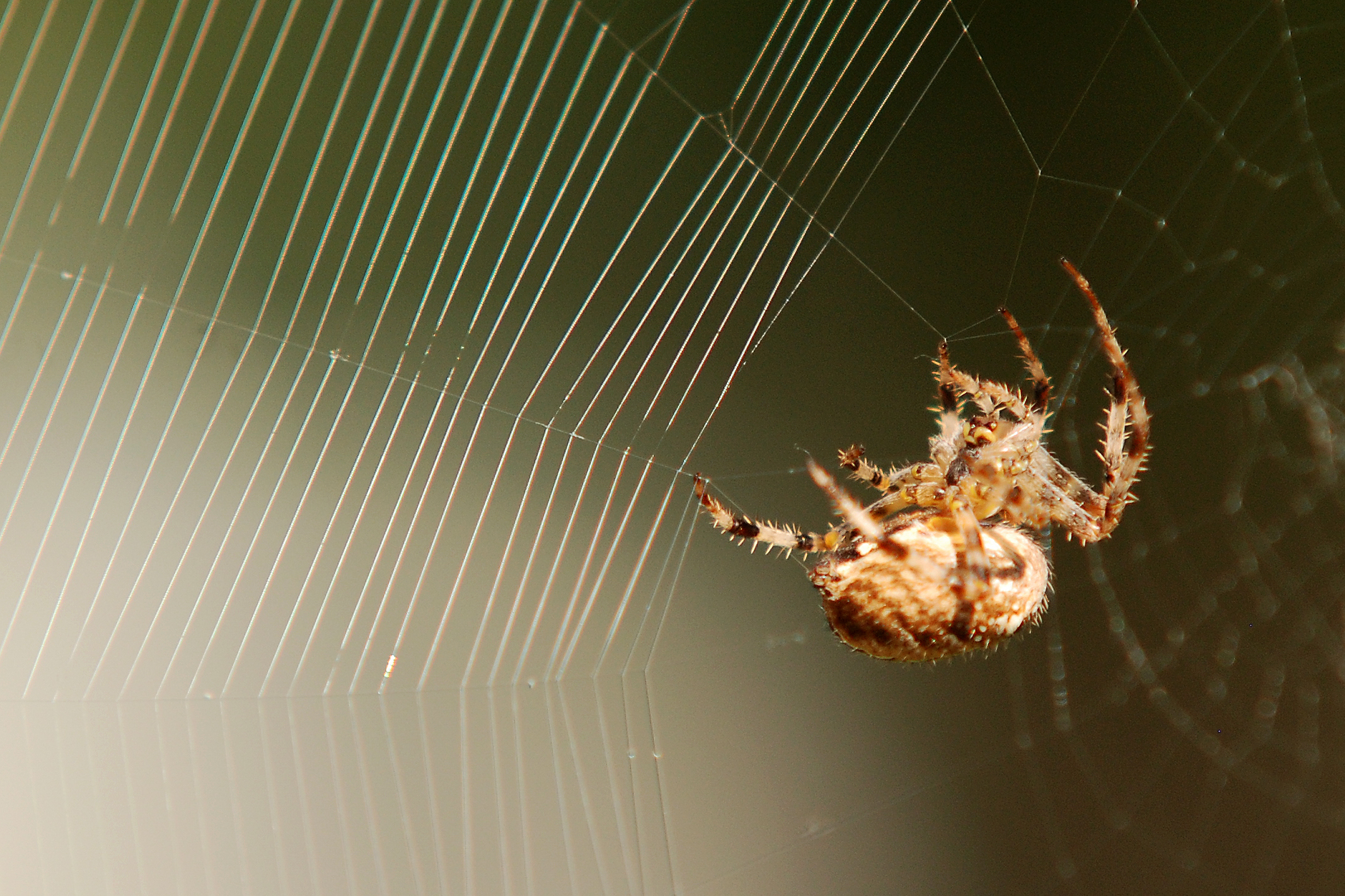
Kreuzspinne beim Bau eines Radnetzes

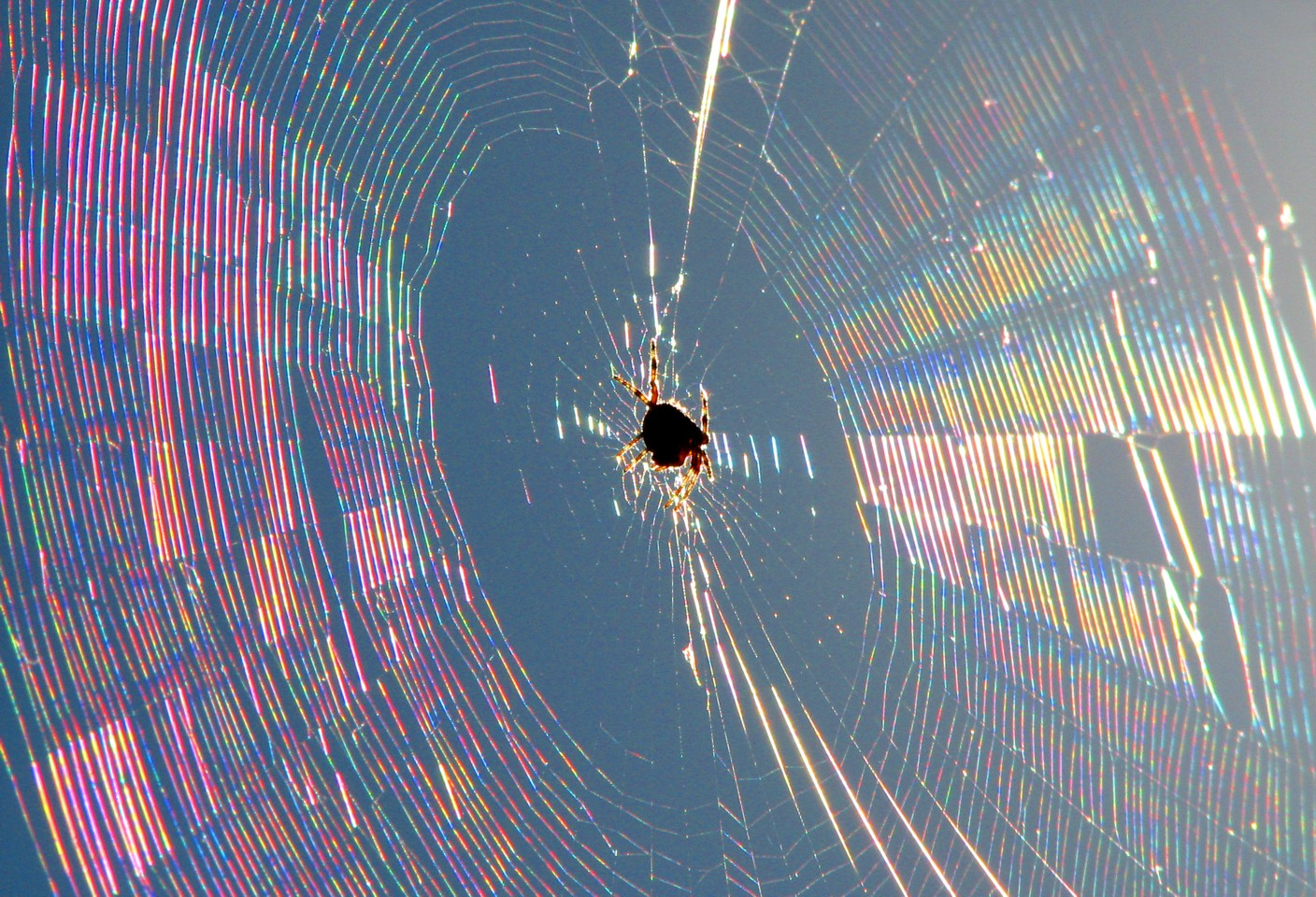
Kreuzspinne im Netz

Spinnenseide ist, bezogen auf ihre Masse, viermal so belastbar wie Stahl und kann um das Dreifache ihrer Länge gedehnt werden, ohne zu reißen. Deswegen kann das Spinnennetz meist auch der Wucht des Aufpralls eines fliegenden Beuteinsekts widerstehen, ohne zu zerreißen. Die Spinnfäden sind leicht und wasserfest, besitzen aber dennoch ein hohes Wasseraufnahmevermögen, das mit dem von Wolle vergleichbar ist. Sie widerstehen mikrobiologischen Angriffen und sind dennoch biologisch abbaubar.

## Fadentypen und Verwendung

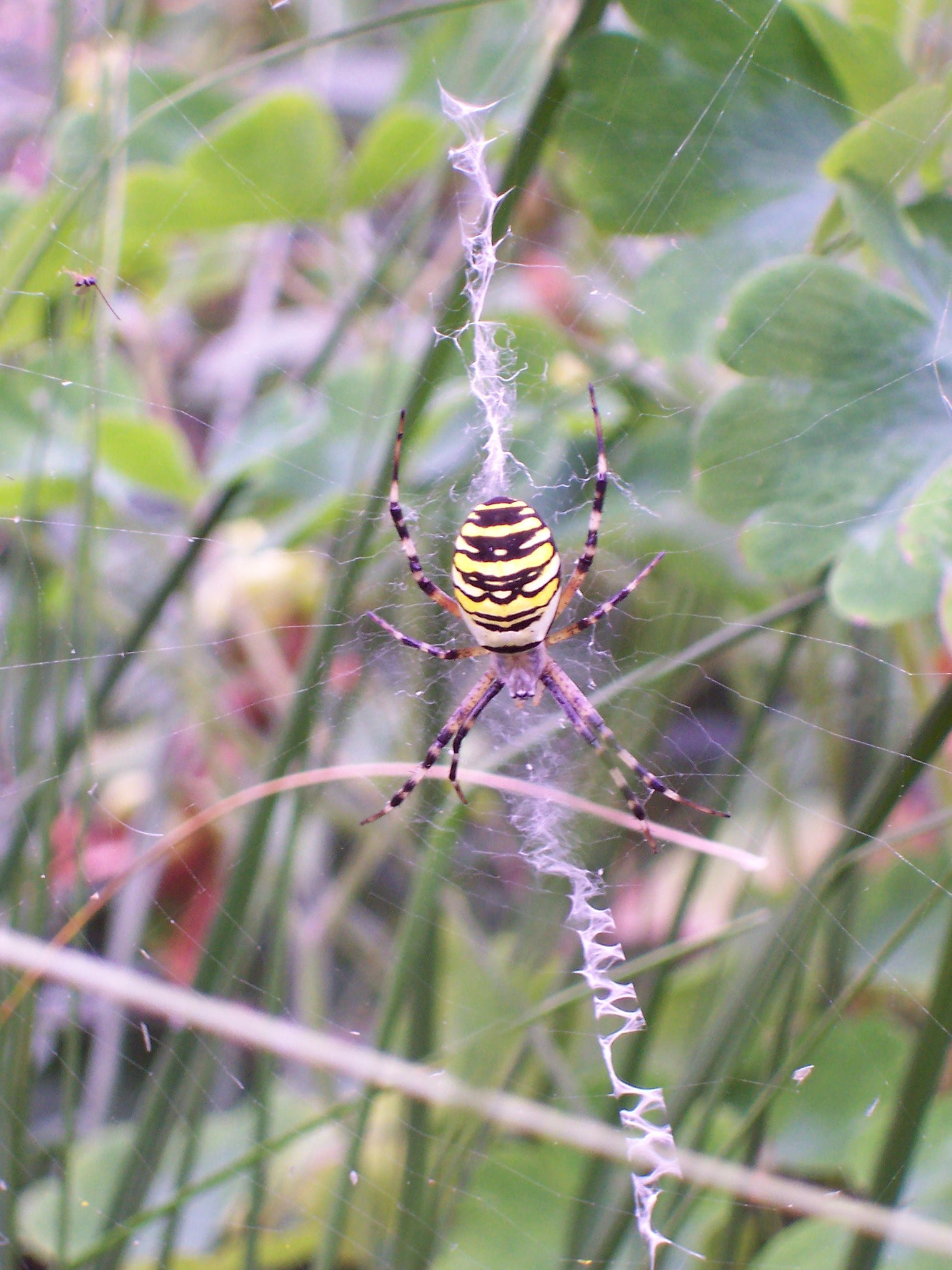
Wespenspinne im Netz mit Stabiliment

Die verwendeten Fäden werden je nach Zweck verschieden in Durchmesser oder Zusammensetzung produziert und können vollständig oder teilweise adhäsiv ausgestaltet werden. In der Regel besteht ein Faden aus mehreren Einzelfäden. Die Adhäsionskraft der Seide beruht auf Leim oder auf mikroskopisch feiner Wolle. Manche Arten verwenden ihre Fäden als Signalfäden und ergreifen ihre Beute aktiv, kleiden ihre Wohnhöhlen mit antibiotisch wirkender Seide aus und weben damit Kokons für ihren Nachwuchs oder Spermanetze, um die Fortpflanzung zu erleichtern, oder können ihre Beute fesseln und konservieren. Bei allen Spinnen dient der angeheftete Faden als Sicherungsleine, an der sich die Tiere bei Gefahr abseilen können. Insbesondere kleine Jungtiere und die Baldachinspinnen produzieren einen Flugfaden, der sie mittels Ballooning in die Lage versetzt, über lange Strecken (mehrere Kilometer) durch die Luft zu reisen und neue Lebensräume zu besiedeln.
Eine Spinne zieht meistens einen Faden hinter sich her, und dieser kann sowohl der Absturzsicherung (von sich bewegenden Pflanzen) wie auch der Orientierung dienen. Der Seide können Pheromone und andere Substanzen beigemischt werden, die bei einigen Arten die Arterkennung ermöglichen und männlichen Spinnen zum Auffinden der paarungsbereiten Weibchen dient. Auch mechanisch wird die Seide zur Kommunikation eingesetzt. Die Männchen einiger radnetzbauender Arten können sich dem Weibchen nur nach Zupfsignalen am Netz nähern. Das Zupfen gehört zum Balzritual. Anhand der Schwingungen ihres Netzes kann eine Spinne auf die ungefähre Größe und den Ort eines Beutetieres schließen, das sich verfangen hat.
Die weibliche Gartenkreuzspinne produziert mit sieben Spinndrüsen sieben verschiedene Fadensorten.
- Stabile Fäden für Sicherungsfaden und das Netzgrundgerüst
- einfache Fäden für die nicht klebende Hilfsspirale beim Netzbau
- Klebefäden für Anheftungspunkte des Sicherungsfadens. Mit ihrer Hilfe heftet die Spinne ihren Faden an einer beliebigen Unterlage an.
- Feine Seide zum Einspinnen der Beute und für die weiche Innenauskleidung des Eikokons
- Zähe Seide für die äußere Umhüllung des Eikokons
- Elastische Fäden für den Achsenfaden der Fangspirale
- Klebstoff für die Fangspirale. Beim Bau der Fangspirale trägt die Spinne den wasseranziehenden Klebstoff gleichmäßig auf den Achsenfaden der Fangspirale auf. Der Klebstoff nimmt dann Wasser aus der Umgebungsluft auf, quillt auf, und durch die Oberflächenspannung (so wird vermutet) bilden sich dann die Klebtröpfchen. Urtümlichere, cribellate Spinnen verwenden keinen Klebstoff, sondern feinste Wollgespinste, an denen die Beutetiere hängen bleiben. Diese Methode ist vor allem in trockenen Klimaten verbreitet, da die Wollfäden, im Gegensatz zu den Klebtröpfchen, auch bei geringer Luftfeuchte funktionstüchtig sind und nicht austrocknen können.

## Netzformen

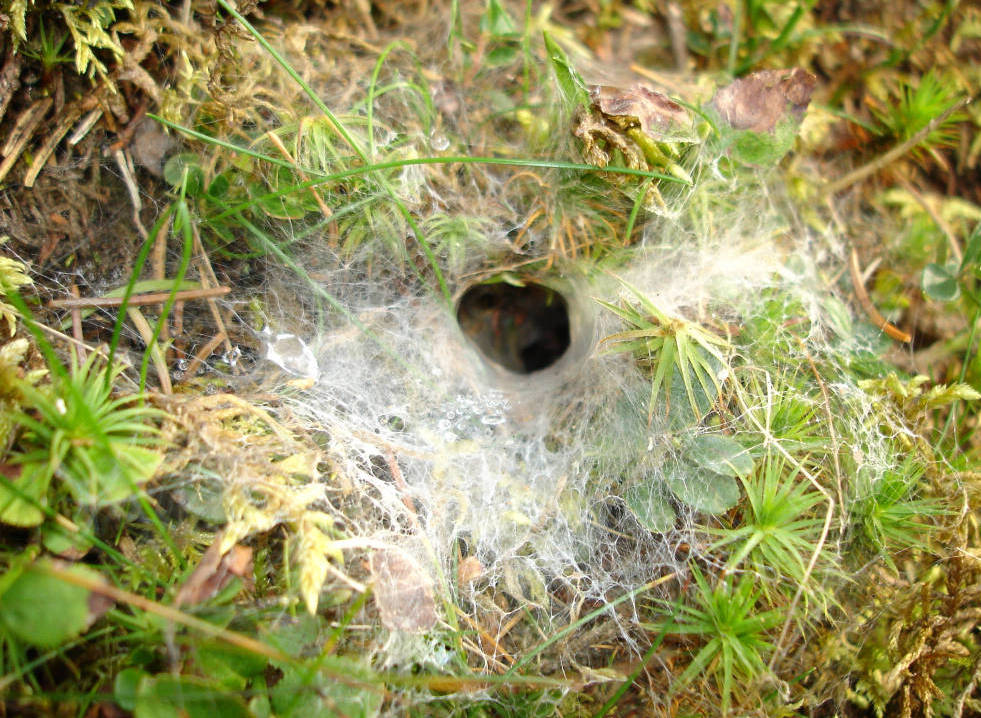
Trichternetz

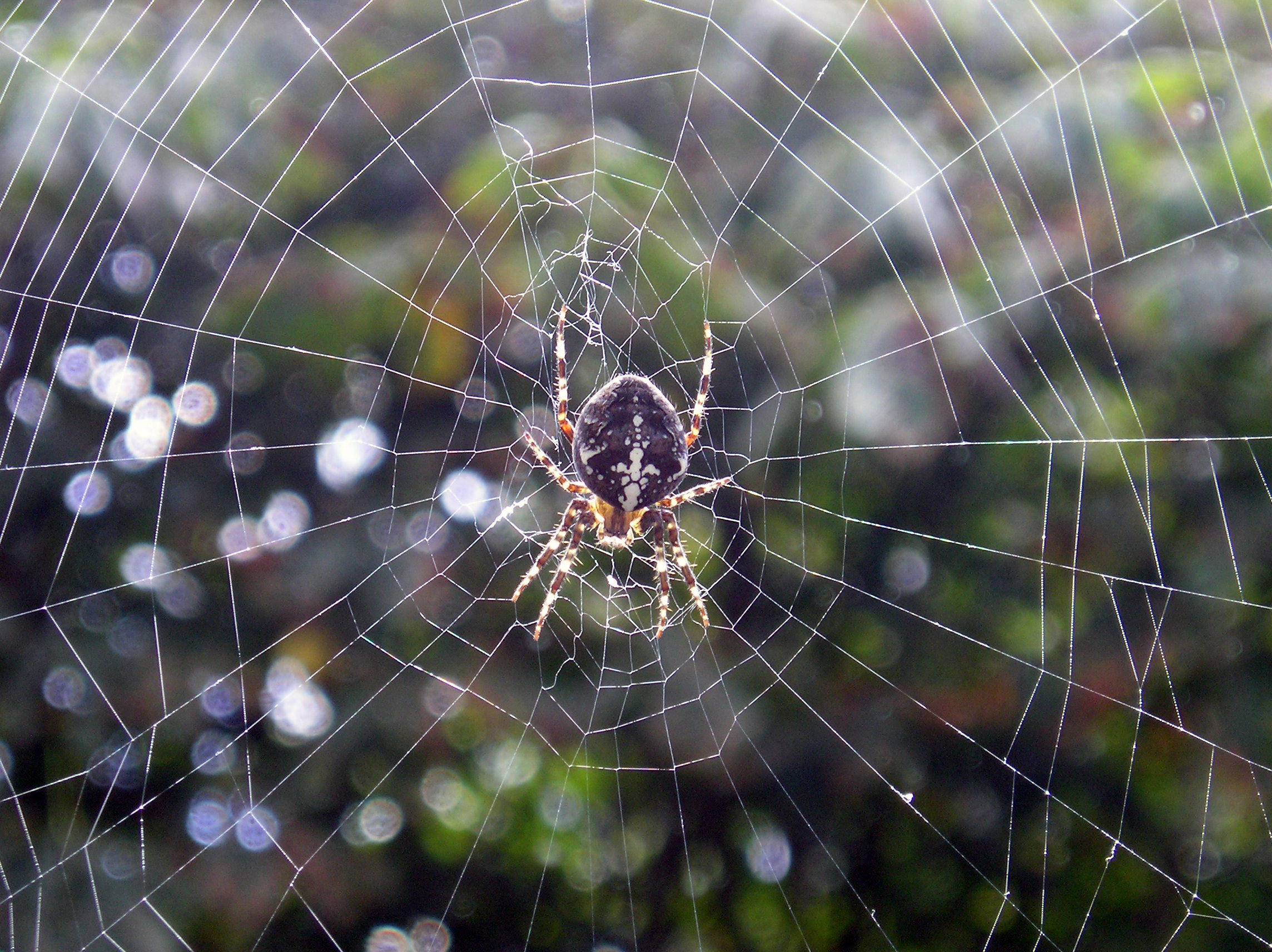
Regelmäßiges Radnetz der Kreuzspinne

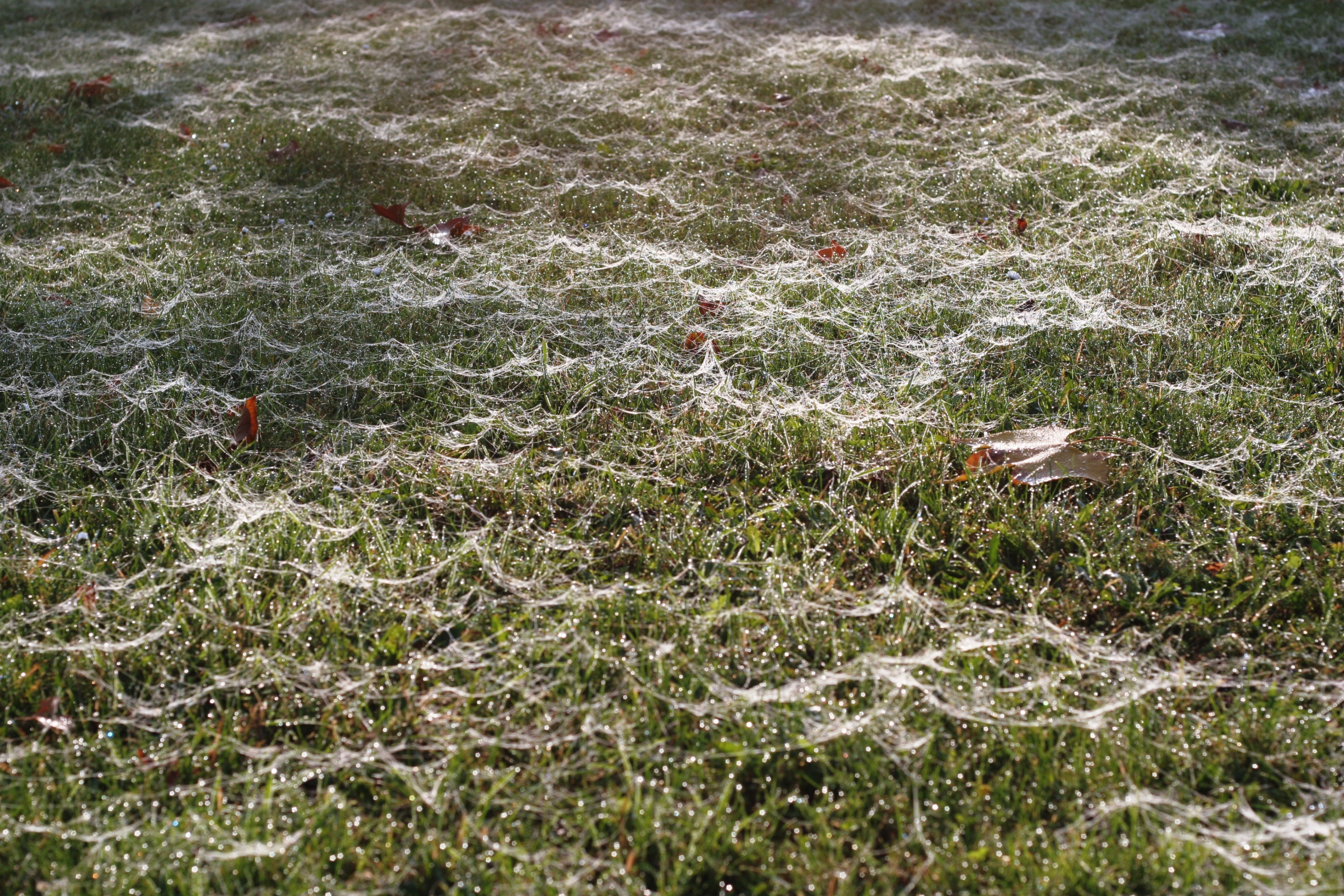
Baldachinnetze

Den Netzen, bzw. den Konstruktionen aus Seide, gleich zu welchem Zweck, liegen unterschiedliche und sehr vielfältige Muster zu Grunde, die die unterschiedlichen Lebensweisen dieser außerordentlich vielfältigen Gruppe der Webspinnen ermöglicht. Die bekannteste Netzform ist das Gewebe der Radnetzspinnen, das prinzipiell aus verschiedenen Funktionsbereichen besteht: Fangnetz, Wohnraum/Versteck (Retrait), Hilfsfäden (Brücken-, Spann-, Stolper-, Signal- und Kommunikationsfäden etc.) sowie auch Eikokons, Spermanetze, Stabilimente, Tarnung u. v. a. m.

### Unregelmäßige Raumnetze
- Raumnetz der Zitterspinnen
- Raumnetz der Kugelspinnen (Theridiidae) mit senkrechten Fangfäden nach unten. Die mit Leimtröpfchen besetzten Fangfäden sollen Laufinsekten fangen. Bei Berührung können sich diese Fäden auch lösen und das Beutetier nach oben ziehen.

### Trichternetze und verwandte Formen
- Trichternetze der Trichterspinnen (Agelenidae). Nicht zu verwechseln mit den reinen Wohnröhren z. B. der Vogelspinnen.
- Signal- und Stolperfäden von in austapezierter Wohnröhre lauernden Gliederspinnen (Liphistiidae), Braunen-, Eigentlichen Falltürspinnen und Röhrenspinnen.

### Radnetze und Baldachinnetze
- Unregelmäßiges Radnetz der Rundkopfspinne (Stegodyphus)
- Teil-Radnetz der Zwergkreuzspinne (Theridiosoma)
- Regelmäßiges Radnetz.[1] Die bekanntesten Spinnennetze, wie sie z. B. die Kreuzspinnen bauen.
- Baldachinnetz. Morgens durch den Besatz mit Tautropfen sichtbar, findet man die Baldachinnetze an den Halmen hoher Gräser der danach benannten Baldachinspinnen (Linyphiidae). Die unregelmäßig verspannten Fäden sollen fliegende Insekten aus ihrer Bahn werfen.
- Leiternetz der Leiternetzspinnen (Scoloderus)

### Sonderformen
- Fangschlauch der Tapezierspinnen (Atypidae)
- Das Wurfnetz der Deinopidae. Die tropischen Spinnen der Gattungen Deinopis (z. B. Großaugenspinne) und Menneus spinnen nur ein sehr kleines Netz, das sie zwischen den Vorderbeinen aufspannen und mit dem sie Insekten aus der Luft oder vom Boden „fischen“. Sie werden daher auch Wurfnetz- oder Kescherspinnen genannt.
- Einzelner Fangfaden mit pheromonbesetzter Leimkugel der Bolaspinnen (Mastophorini)
- Ein zusammengesetztes Band, wie von Miagrammopes, einer der tropischen Stockspinnen
- Ein gespanntes Dreiecksnetz der Dreiecksspinne (Hyptiotes)
- Die „Tauchglocke“ der Wasserspinne

## Spinnen ohne Fangnetz
Nicht alle Spinnenarten bauen Netze. So lauern Springspinnen am Boden auf ihre Beute und stürzen sich mit einem Sprung auf die Insekten. Krabbenspinnen leben in Blüten, in ihrer Körperfärbung an die Blüte angepasst, und fangen so blütenbestäubende Insekten. Die bereits erwähnten Springspinnen und die Jagdspinnen nutzen ihre Seide zum Bau von Eikokons, für Sicherungsleinen und zur Kommunikation.

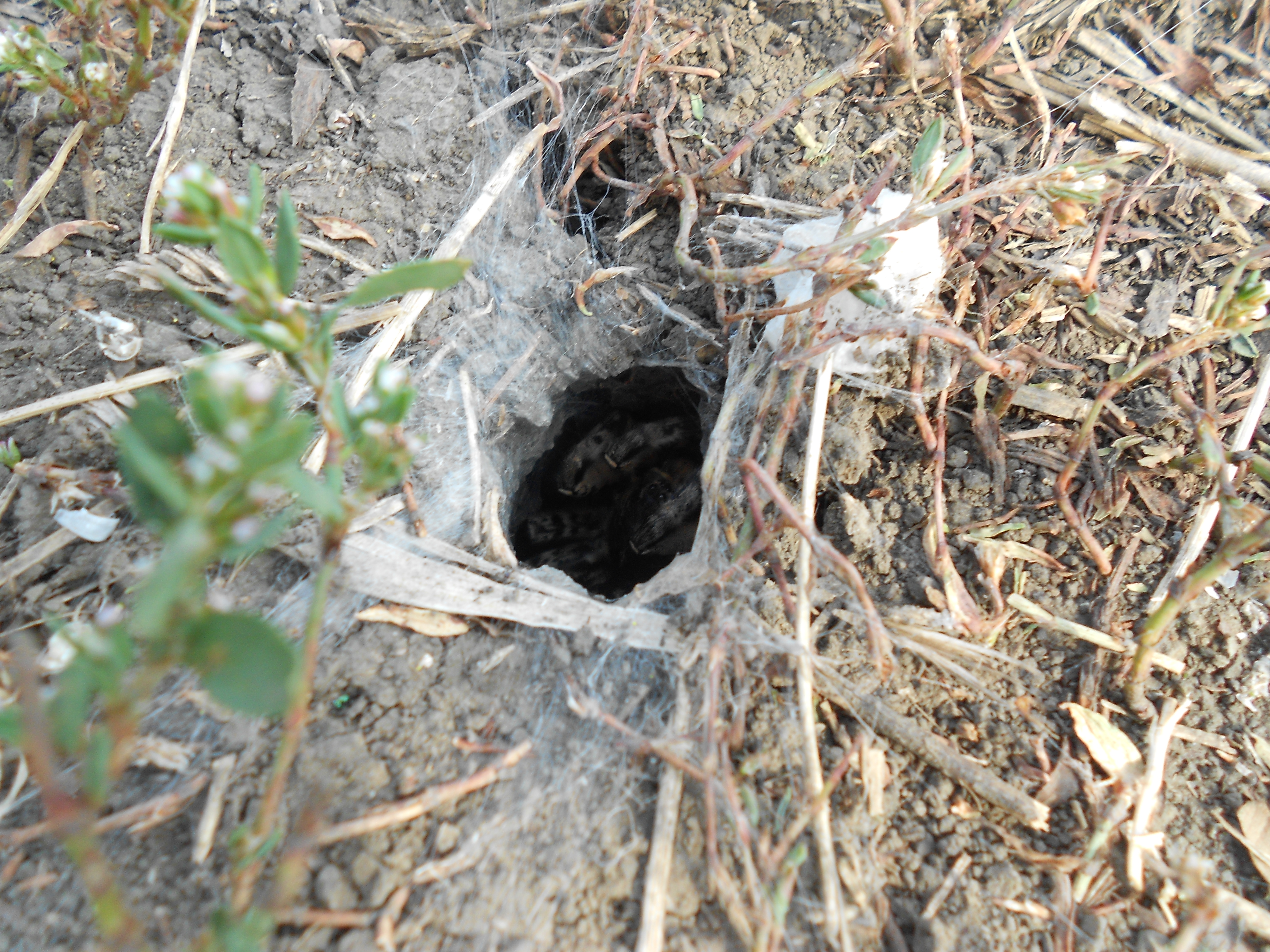
Südrussische Tarantel (Lycosa singoriensis) in ihrer mit einem Gespinst ausgekleideten Wohnröhre.

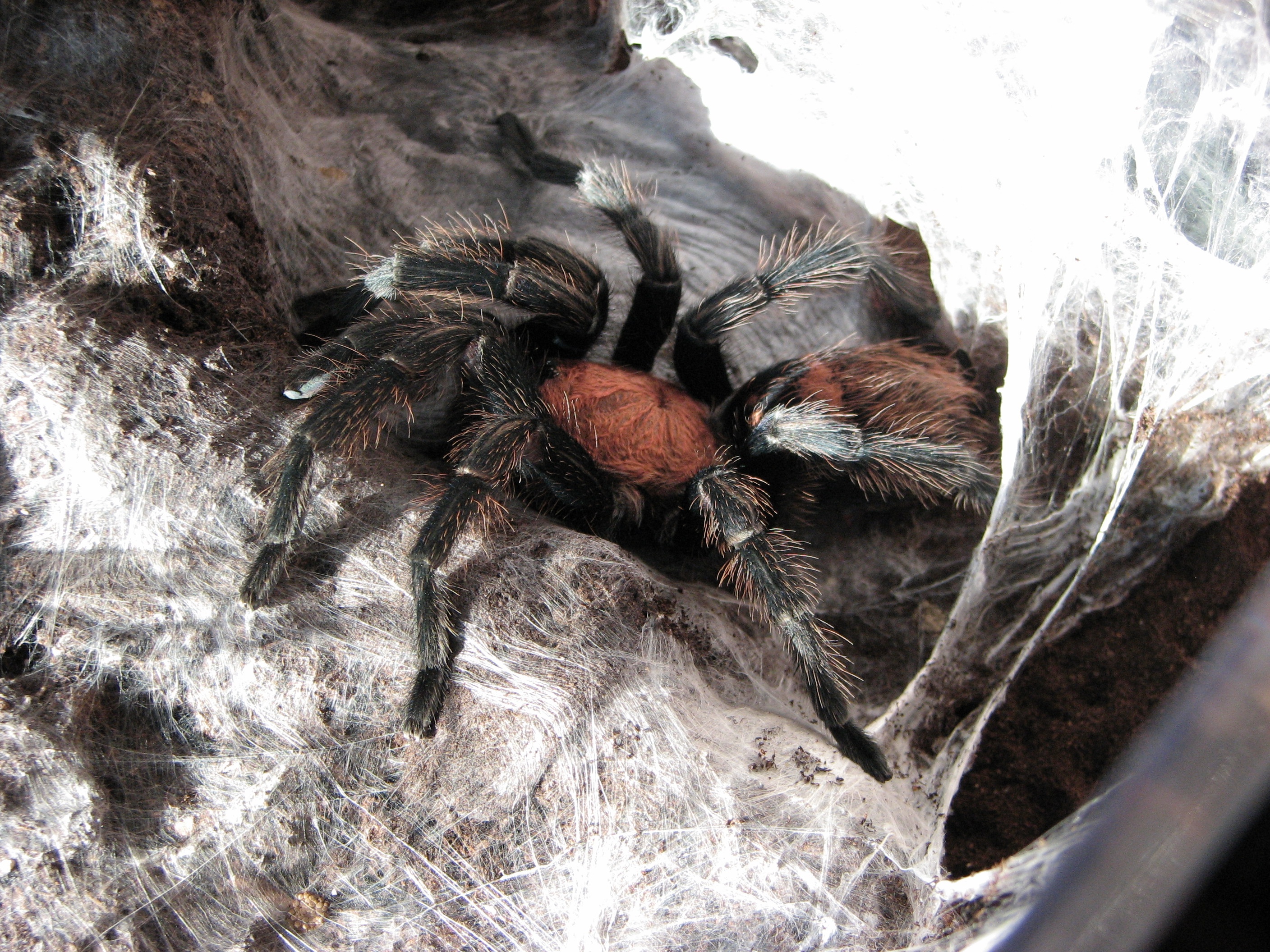
Rote Tigervogelspinne (Davus fasciatus) auf der Netzdecke ihres Wohngespinstes.

Viele freijagende Spinnen legen dabei trotzdem ausgedehntere Gespinste an, die dann allerdings nicht oder nicht primär dem Beutefang, sondern überwiegend als Aufenthaltsort der Spinne dienen. Zum Beutefang verlassen die Spinnen das Gespinst und kehren nach Ablauf der Aktivitätszeit wieder dorthin zurück. Um im Falle einer Bedrohung zu ihrem Unterschlupf zurückzufinden, legen die Spinnen Orientierungsfäden an, mit deren Hilfe sie etwa bei Begegnungen mit Prädatoren (Fressfeinden) oder bei Regen wieder zu ihrem Unterschlupf zurückfinden und dort Schutz suchen können. Sie dienen auch zum Überwintern, beim Dornfinger findet hier außerdem die Paarung statt. Wohngespinste werden überdies auch nicht selten als Aufenthaltsort von Jungtieren dieser Spinnenarten in ihren ersten Tagen einschließlich ihrer Mutter, die dann den Nachwuchs bewacht, genutzt, ehe sich die Jungtiere verselbstständigen. Zu den Spinnenfamilien mit Arten, die Wohngespinste anlegen, zählen:
- Die Zartspinnen (Anyphaenidae)
- Die Rindensackspinnen (Corinnidae)
- Die Sackspinnen (Clubionidae)
- Die Gebirgstrichterspinnen (Cybaeidae)
- Die Sechsaugenspinnen (Dysderidae)
- Die Dornfingerspinnen (Eutichuridae)
- Die Glattbauchspinnen (Gnaphosidae)
- Einige Wolfspinnen (Lycosidae), bei denen einige Arten Wohnröhren graben und diese mit Gespinsten auskleiden.
- Die Familie der Oecobiidae
- Die Springspinnen (Salticidae)
- Einige Riesenkrabbenspinnen (Sparassidae)
- Die Vogelspinnen (Theraphosidae), deren bodenbewohnenden Arten ebenfalls oftmals Wohnröhren graben und diese mit Gespinsten auskleiden.
- Die Glattbeinspinnen (Trachelidae)
- Die Familie der Viridasiidae
- Die Ameisenjäger (Zodariidae)
- Die Kräuseljagdspinnen (Zoropsidae)

## Kommerzielle und medizinische Verwertung

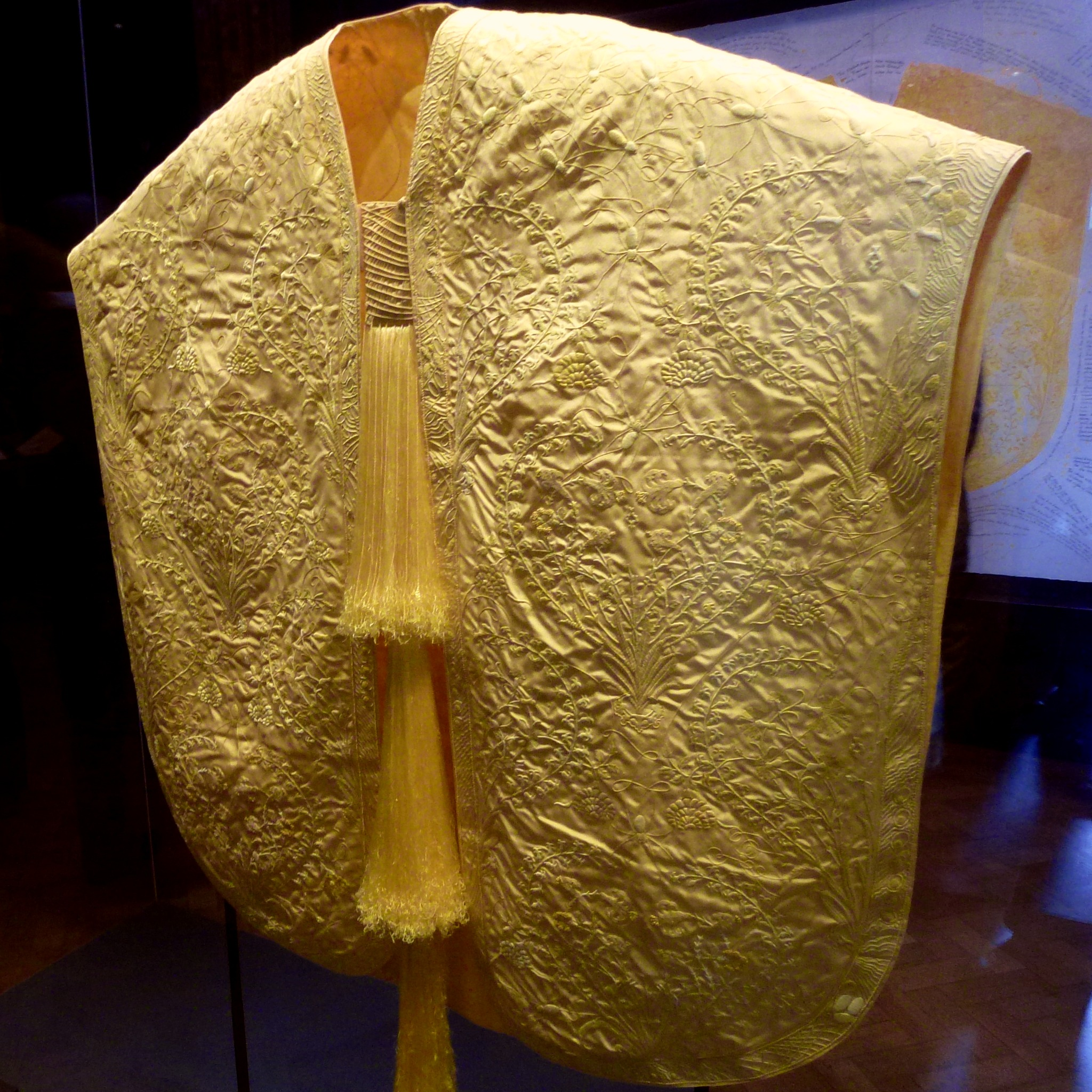
Umhang aus Spinnenseide

Im 19. Jahrhundert wurden Gewänder aus echter Spinnenseide gewebt. Zuletzt sei ein Gewand aus dieser speziellen Seide bei der Weltausstellung in Paris im Jahr 1900 gezeigt worden, erklärte das Victoria and Albert Museum, das im Januar 2012 einen Umhang aus Spinnenfäden ausstellte. Dafür sammelten 80 Mitarbeiter fünf Jahre lang die Fäden unzähliger Spinnen.
Auch heute werden immer wieder Versuche unternommen, Spinnenseide zu nutzen.
Seit der Antike fand das Spinnengewebe (lateinisch tela araneae) medizinische Anwendung als Auflage oder Pflasterbestandteil bei Wunden und gegen das („dreitägige“) Wechselfieber tertiana.

## Künstliche Spinnenseide
Spinnenseide hat für die technische Anwendung interessante Eigenschaften. Entsprechend groß sind die Bemühungen der Forschung, Spinnenseide künstlich herzustellen; allerdings nur mit mäßigem Erfolg: bis heute ist die richtige Mischung der Proteine nicht bekannt. Nachfrage gibt es reichlich, von Konstrukteuren der NASA, die aus einem solchen Material einen Weltraumlift konstruieren wollen, bis hin zu Herstellern kugelsicherer Westen, die sich besonders leichte Westen versprechen. Das Ziel scheint durch die Gentechnik näher zu rücken. Gentechnisch veränderte Mikroorganismen (beispielsweise Escherichia coli), die die Erbinformation für das gewünschte Seidenprotein enthalten, können in Bioreaktoren angezogen werden und produzieren nach chemischer Induktion das gewünschte Rohprotein. Nach der Zellernte müssen die Seidenproteine lediglich von den Zelltrümmern und bakteriellen Proteinen abgetrennt werden. Solcherart hergestelltes Rohprotein kann zu Filmen, Folien, Kugeln und Kapseln verarbeitet werden.
Im Jahr 2010 meldete die Presse, dass es gelungen sei, Ziegen Spinnengene einzupflanzen und sie somit dazu zu bringen, in ihrer Milch Spinnenseide zu produzieren. Die Meldungen gingen zurück auf das kanadische Unternehmen Nexia Biotechnologies Inc., das eine Herde transgener Ziegen aufgebaut hatte und das Produkt unter dem Namen „Biosteel“ vermarkten wollte. Nach dem Bankrott von Nexia übernahm Randy Lewis von der Utah State University, USA, einige der Tiere. Obwohl die Versuche mit Ziegen offensichtlich nicht bis zur Marktreife gediehen sind, wird die Technik der transgenen Erzeugung von Spinnenseide, auch aus Säugetierzellen, weiterhin intensiv erforscht.
Auch eine erfolgversprechende Variante, Spinnenseide über Bakterien herzustellen, wurde von Forschern der TU München entwickelt, zudem auch eine Form der künstlichen Spinnendrüse zum Spinnen der Fäden. Mit dem Unternehmen AMSilk soll eine Demonstrationsanlage gebaut werden, um die Spinnenseide im Industriemaßstab zu produzieren.

### Arzneikapseln aus künstlicher Spinnenseide
Wissenschaftlern ist es experimentell gelungen, Arzneistoffe mit künstlicher Spinnenseide in Mikro- und Nanopartikeln zu verpacken und den Transport der Pharmaka an die gewünschte Stelle und dort die Wirkstofffreisetzung zu gewährleisten. Diese Kapseln zeichnen sich durch Neutralität für das Immunsystem und hohe Elastizität aus und sind physikalisch nahezu resistent gegenüber osmotischem Druck. Die Freigabe des Wirkstoffes könnte durch Proteasen erfolgen (natürliche Enzyme bauen die Schutzhülle von außen ab).
Herstellung: Proteinmoleküle werden mit dem Wirkstoff in kleinen Wassertropfen gelöst. Diese Wassertröpfchen werden mit einem Öl ummantelt, dabei bildet sich eine Phasengrenze (Grenzfläche). Da die Proteine in polaren und unpolaren Medien lösbar sind, setzen diese sich an der Grenzfläche ab und bilden eine Beta-Faltblattstruktur, wie sie in Spinnenfäden vorkommt. Dieser Vorgang dauert nur wenige Sekunden.